# Dreimarkstein (Wienerwald)
Der Dreimarkstein ist ein 454 Meter hoher Berg an der Grenze der Wiener Gemeindebezirke Döbling und Hernals sowie der niederösterreichischen Katastralgemeinde Weidling.
Der Dreimarkstein ist ein Ausläufer des Wienerwaldes, der seine Fortsetzung durch die Salmannsdorfer Höhe findet. Der Berg ist größtenteils bewaldet, jedoch verläuft im Süden, knapp unterhalb des Gipfels die Wiener Höhenstraße. Dem Namen des Berges liegt das althochdeutsche marca (Grenzgebiet, Grenze) bzw. das mittelhochdeutsche mark (Grenze, abgegrenzter Landteil) zugrunde, wobei der Name des Berges bereits 1818 als dreymarkstein im Katasterplan vermerkt ist. Später verliefen die ehemaligen Bezirksgrenzen von Hernals, Döbling und Währing am Dreimarkstein zusammen. Nach der Abtretung des Währinger Bezirksteils Salmannsdorf an Döbling treffen hier heute jedoch nur noch die Grenzen von Hernals und Döbling, jedoch auch von Weidling aufeinander.